# 于谨
于谨（493年—568年5月5日），字思敬，小名巨弥、巨引，代人，河南郡洛阳县（今河南省洛阳市东）人，北魏、西魏、北周官员，西魏八柱国之一。

## 生平
曾祖于仁生，祖父于安定。父于子提，出使敕勒，以功征北将军、陇西太守、茂平县伯。北周保定二年，以子于谨著勋，追赠太保、建平郡公。
- 于谨通晓经史，喜好《孙子》兵书。正光四年（523年），大行台元纂辟为铠曹参军事，北伐蠕蠕，前后十七战，尽降其众。
- 正光五年（524年），行台、广阳王元渊北伐，引为长流参军，破贼主斛律野谷禄等。因通晓铁勒语，单骑招降西部铁勒酋长也列河等三万余户。在析郭岭以也列河为铒，设伏大破破六韩拔陵。升任为积射将军。
- 孝昌元年（525年），又随广阳王元渊征鲜于修礼。因停军中山，被灵太后立榜悬赏缉拿。于谨知道后，赶往洛阳陈述停军原因，灵太后于是放过了他。
- 率军和南梁将领曹义宗在穰城附近交战，晋升为都督、宣威将军。
- 建义元年（528年），担任镇远将军，转任直寝。跟随元天穆讨伐葛荣，平定邢杲，跟随尔朱天光击败万俟丑奴，封石城县伯，升任大都督。
- 太昌元年（532年），从尔朱天光与高欢战於韩陵山，天光败，于谨西行入关投奔贺拔岳。贺拔岳表于谨为卫将军、咸阳郡守。
- 宇文泰任命任命为防城大都督，兼夏州长史。
- 534年，贺拔岳被侯莫陈悦所害，宇文泰任命于谨为关内大都督，进都关中策。
- 魏孝武帝西迁长安，于谨从宇文泰征潼关，破回洛城，授北雍州刺史，进爵蓝田县公。
- 大统三年（537年），西魏大军东伐，于谨为前锋，攻下弘农，擒东魏陕州刺史李徽伯。
- 537年十月，参与沙苑之战，进爵常山郡公。拜大丞相府长史，兼大行台尚书。再迁太子太保。
- 538年，东、西魏进行河桥、邙山之战，西魏战败，于谨率麾下伪降，立於路左。高欢乘胜进军，不以为意。于谨自后攻击，敌军大骇。独孤信又收兵於后奋击，高欢军乱，西魏大军得以保全。于谨任太子太保。
- 大统十二年（546年），拜尚书左仆射，领司农卿。
- 大统十四年（548年），赵贵、李虎、李弼、于谨、独孤信、侯莫陈崇六人为柱国大将军，统率六军。与宇文泰、元欣合称“八柱国”。
- 兼大行台尚书、大丞相府长史，率兵镇潼关，加授华州刺史。
- 拜司空。
- 西魏恭帝元年（554年），除雍州刺史。九月，于谨与中山公宇文护及大将军杨忠等攻陷江陵，梁元帝出降，不久被于谨所杀，另立萧詧为梁主。宇文泰赏赐奴婢一千口。及梁朝宝物，并金石丝竹乐一部，别封新野郡公。又令司乐作《常山公平梁歌》十首，使工人歌之。
- 宇文泰设立六官制度，于谨拜大司寇。
- 557年，北周建国，进封燕国公，邑万户，迁太傅、太宗伯，与李弼、侯莫陈崇等参议朝政。
- 保定三年（563年），以于谨为三老，赐延年杖。宇文邕在太学举行敬三老礼。
- 保定四年（564年），晋公宇文护东征北齐，于谨当时年老患病，宇文护因为于谨是宿将勋旧，仍请求他一同前往，在军事谋略上请教于谨。周军返回后，于谨获赐钟磬一部。天和二年（567年），于谨又获赐安车一乘。同年七月壬子，于谨出任雍州牧[1][2]。天和三年三月戊午（568年5月5日），于谨去世[3][4]，虚岁七十六。周武帝亲自前往吊唁，诏令谯王宇文俭监护丧事，赐给缯彩一千段，粟麦五千斛，赠予于谨原本的官职，加使持节、太师、雍恒等二十州诸军事、雍州刺史，谥号文。于谨下葬时，王公以下的官员都送葬到郊外。朝廷将于谨合祭于宇文泰的宗庙之中[5][6]。

## 家族世系的建构
中华书局本《北史》校勘记据于谨的生年推算其曾祖于天恩不可能是于劲的弟弟，进而怀疑北史记载的可靠性，并推测北史的记载是据“于氏家传”。

## 家庭

### 兄弟姐妹
- 于虎，追赠泾恒二州刺史[9][10]

### 子女
- 于寔，隋朝上柱国、燕安公
- 于翼，隋朝上柱国、太尉、任穆公
- 于义，隋朝上柱国、建平刚公
- 于仪，隋朝大将军、赵州刺史、安平平公
- 于智，隋朝柱国、大司空、齐景公
- 于绍，上开府、绥州刺史、华阳郡公
- 于弼，上仪同、平恩县公
- 于兰，上仪同、襄阳县公
- 于旷，上仪同、赠恒州刺史
- 于氏，嫁北周大都督、内史上士陆操[11][12]
- 于氏，第九女，嫁柱国、乐平郡开国公纥豆氏世子，仪同三司纥豆奉志

## 延伸阅读
[在维基数据编辑]
 《周書·卷15》，出自令狐德棻《周書》